# Flamandzki Związek Narodowy

Flaga ugrupowania

Flamandzki Związek Narodowy (niderl. Vlaamsch Nationaal Verbond, VNV) – flamandzkie skrajnie prawicowe, faszystowskie i nacjonalistyczne ugrupowanie polityczne w Belgii w latach 30. i 40. XX w.
Partia została założona 8 października 1933 r. przez Stafa de Clerqa na bazie dotychczas działającej Frontpartij. W jej skład weszły też mniejsze nacjonalistyczne organizacje flamandzkie o charakterze od umiarkowanego do skrajnie prawicowego. Do kierownictwa Związku weszli Hendrik Elias, Reimond Tollenaere, Gérard Romsée i Ernest Van den Berghe. VNV reprezentowała narodowe interesy Flamandów zamieszkujących Belgię. Jej mottem było: Autorytet, Dyscyplina i Wielkie Niderlandy.
Na wzór Adolfa Hitlera S. de Clerq nadał sobie tytuł den Leider. Jego przywództwo doprowadziło do zwiększenia się poparcia społecznego dla VNV, czego dowodem były wyniki kolejnych wyborów parlamentarnych. W 1936 r. VNV uzyskał 13,6% głosów we Flandrii, a w 1939 r. – 14,7%. 6 października 1936 r. Związek zawarł umowę z ruchem walońskim Christus Rex, kierowanym przez Léon Degrelle’a, w której obie strony zobowiązały się dążyć w kierunku federalizacji Belgii pod władzą króla Leopolda III. Partia stawała się jednocześnie coraz bardziej autorytarna, przyjmując ostatecznie elementy faszystowskie. Pojawiły się również hasła antysemickie. Od kwietnia 1937 r. VNV korzystał ze stałej pomocy finansowej ze strony III Rzeszy, która wzrosła od pocz. 1939 r. Coraz aktywniejsze stawały się bojówki, zgrupowane w Zwarte Brigade, kierowanej przez Hermana van Ooteghema. Organizacją młodzieżową VNV był Algemeen Vlaams Nationaal Jeugdverbond na czele z Hilaire Gravezem, który połączył się ze Związkiem jeszcze pod koniec 1933 r. 
Po agresji Niemiec na Belgię 10 maja 1940 r., VNV natychmiast podjęło politykę kolaboracji z okupantami. Kierownictwo partii zostało rozszerzone poprzez dołączenie kolejnych działaczy flamandzkich, tj. Fransa Daelsa, Edgarda Delvo, Jerooma Leuridana i Raymonda Speleersa, zaś w styczniu 1941 r. Jana Timmermansa. VNV jako jedyna partia uzyskała zgodę na przeprowadzanie demonstracji. Pod presją Niemców flamandzkie Flamandzki Związek Narodowo-Solidarystyczny i ruch reksistowski zostały podporządkowane Ruchowi Jedności VNV, który stanowił kolaboracyjną platformę ponadpartyjną. Staf de Clerq początkowo wierzył, że z pomocą Niemców uda się stworzyć tzw. Wielkie Niderlandy (Dietsland), składające się z Flandrii, Holandii i pewnych części północnej Francji. Później zaakceptował jednak ideę włączenia Flandrii do germańskiej Wielkiej Rzeszy. Przeciwieństwem dla VNV była Algemeene-SS Vlaanderen kierowana przez SS-Hauptsturmführera René Lagrou. Niemcy wykorzystywali ją, aby zmuszać VNV do prowadzenia polityki zgodnie z ich interesami. Flamandzki Związek Narodowy podczas okupacji patronował werbunkowi Flamandów do różnych kolaboranckich formacji wojskowych, bazując w dużej części na członkach swoich bojówek, przemianowanych w sierpniu 1940 r. na Dietsche Militie/Zwarte Brigade. Ponadto wspierał Niemców w wyszukiwaniu i przekazywaniu im Żydów w celu deportacji do obozów koncentracyjnych. 
Staf de Clerq zmarł nieoczekiwanie 22 października 1942 r. w Gandawie, a jego następcą jako przywódca VNV na pocz. grudnia tego roku – pomimo negatywnego stanowiska Gottloba Bergera – został Hendrik Elias. Prowadził on politykę umiarkowanej kolaboracji z Niemcami, zmniejszając rekrutację Flamandów do Waffen-SS i rozwiązując organizację młodzieżową VNV, która zajmowała skrajnie kolaboracyjne stanowisko. Działania zbrojne przeciwko działaczom VNV prowadził belgijski ruch oporu, podkładając bomby i dokonując egzekucji. Rozpoczęły się one w 1942 r., ulegając nasileniu w 1943 i 1944 r. 27 lutego 1944 r. H. Elias spotkał się w Salzburgu wraz z Jefem van de Wiele, b. przywódcą Niemiecko-Flamandzkiego Związku Pracy (DeVlag) z Reichsführerem SS Heinrichem Himmlerem. Zgodził się wówczas na włączenie Flandrii w skład Wielkiej Rzeszy. Doprowadziło to do gwałtownego spadku poparcia społecznego dla VNV, który w kwietniu 1944 r. liczył jedynie pk. 10 tys. członków. Podczas wyzwalania Belgii przez aliantów we wrześniu 1944 r., H. Elias zbiegł do Niemiec, ale nie wszedł w skład Vlaamsche Landsleiding, rodzaju flamandzkiego rządu na uchodźstwie, kierowanego przez J. van der Wiele. Po kapitulacji III Rzeszy 8/9 maja 1945 r., został aresztowany przez Francuzów i przekazany belgijskim władzom, które wytoczyły mu proces pod zarzutem zdrady stanu. Wyrok śmierci zmieniono na karę dożywotniego więzienia, którą odbywał do 1959 r. Do więzień trafiło też wielu innych działaczy VNV. 
Do tradycji Flamandzkiego Związku Narodowego nawiązywała Chrześcijańska Flamandzka Unia Ludowa, założona w 1954 r. przez Fransa Van der Elsta, który regularnie odwiedzał w więzieniu H. Eliasa.